# Puig de les Conteses
El Puig de les Conteses és una muntanya de 361 metres que es troba al municipi de Cruïlles, Monells i Sant Sadurní de l'Heura, a la comarca catalana del Baix Empordà.